# JS 이세 (DDH-182)
DDH-182 이세는 일본 해상자위대의 휴가급 구축함이다. 휴가함이 호위함대 제1호위대군의 기함이고, 2011년 3월 이세함은 제4호위대군의 기함이다. 휴가급은 2척이 건조되었으며 추가로 2척 건조계획인것으로 알려진다(각호위대군마다 1척배정)
2009년 이세함이 건조되었다. 비슷한 시기 건조된데다 외형이 비슷한 한국의 독도함과 자주 비교되는 함이다. 독도함이 아시아 최대의 수송함(상륙지원함)이라고 불렸으나,

## 같이 보기
- 독도함
- 휴우가급 구축함